# Vlag van El Hierro
De vlag van El Hierro is horizontaal verdeeld in twee helften, de bovenste helft groen en de onderste helft blauw. Aan de mastzijde hangt een witte driehoek. In het midden staat het wapen van het eiland. De vlag werd officieel aangenomen als de vlag van het eiland op 18 mei 1987.
De witte driehoek geeft schematisch de vorm van het eiland weer. De kleur wit kan allerlei betekenissen hebben, van mist en wolken tot zeeschuim, maar ook de vlag die elke vier jaar de Bajada de la Virgen de los Reyes bekroont. Groen staat voor de vegetatie van het eiland en blauw voor de zee.
De huidige vlag is gebaseerd op een symbool in de vorm van een vlag die werd gebruikt voor de Bajada de la Virgen de los Reyes (beschermheilige van het eiland) in 1953.
|  |  |